# STS-133
La STS-133 è una missione spaziale del Programma Space Shuttle (STS), la 35ª di assemblaggio della Stazione spaziale internazionale e il volo di assemblaggio ULF5. Il lancio del Discovery è stato il terzultimo del programma STS.
Il Discovery ha portato a bordo della stazione alcuni fra gli ultimi componenti, tra cui il quarto ExPRESS Logistics Carrier; il PMM (Permanent Multipurpose Module, versione modificata del MPLM per essere lasciata permanentemente connessa all'ISS) Leonardo e Robonaut 2.

## Dati
- SSME: 2059/2061/2057
- ET/SRB: 138/Bi145/RSRM 113

## Statistiche della missione
- 164ª missione umana Americana nello spazio
- 133ª missione Shuttle
- 108ª missione dopo il disastro del Challenger
- 20ª missione dopo il disastro del Columbia
- 39ª missione del Discovery
- 35ª missione di assemblaggio della ISS
- 80º lancio dal pad 39A

## Equipaggio
| Ruolo                     | Equipaggio                         | Equipaggio                         |
| ------------------------- | ---------------------------------- | ---------------------------------- |
| Comandante                | Steven Lindsey, NASA Quinto volo   | Steven Lindsey, NASA Quinto volo   |
| Pilota                    | Eric Boe, NASA Secondo volo        | Eric Boe, NASA Secondo volo        |
| Specialista di missione 1 | Nicole Stott, NASA Secondo volo    | Nicole Stott, NASA Secondo volo    |
| Specialista di missione 2 | Alvin Drew, NASA Secondo volo      | Alvin Drew, NASA Secondo volo      |
| Specialista di missione 3 | Michael Barratt, NASA Secondo volo | Michael Barratt, NASA Secondo volo |
| Specialista di missione 4 | Stephen Bowen, NASA Terzo volo     | Stephen Bowen, NASA Terzo volo     |

## Stemma
Lo stemma è basato su disegni dell'artista Robert McCall, tra le ultime creazione della sua lunga carriera. In primo piano un'orbiter solitario sale in un cielo blu scuro lasciando una scia infuocata e turbolenta. L'orbiter è circondato da stelle e dalla forma a falce del pianeta Terra. Il numero di missione, "STS-133" è scritto al centro dello stemma, e l'orbiter sembra fase di decollo. Tuttavia, il Discovery è rappresentato senza i solid boosters e senza il serbatoio esterno, come se fosse al termine della missione. Questo rappresenta il completamento della vita operativa del Discovery e l'inizio di un nuovo ruolo come simbolo della NASA e fiero lascito della nazione nel volo spaziale.

## Missione

### Carico della missione

#### Permanent Multipurpose Module

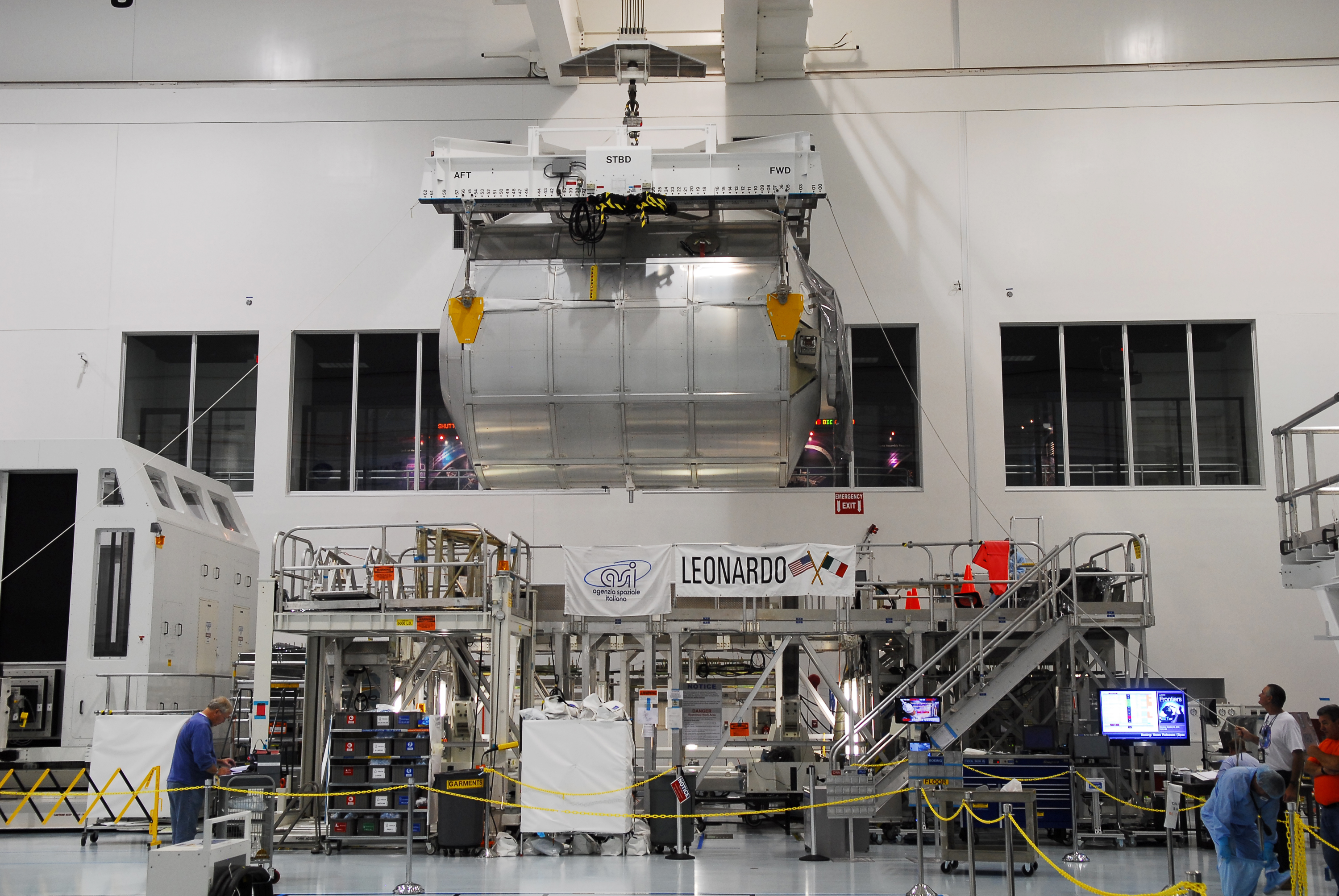
Il Permanent Multipurpose Module Leonardo nella Space Station Processing Facility (SSPF)

La missione STS-133 ha trasportato sulla stazione il modulo Leonardo, che è stato trasformato da Multi-Purpose Logistics Module (MPLM) a Permanent Multipurpose Module (PMM).
L'Agenzia Spaziale Italiana ha iniziato a costruire il modulo MPLM Leonardo ad aprile 1996 e ad agosto 1998 è stato portato al Kennedy Space Center. Il modulo è stato utilizzato per portare equipaggiamento e materiali sulla stazione spaziale per la prima volta con la missione STS-102 tremite lo Shuttle Discovery. Successivamente è stato utilizzato altre sette volte prima della missione STS-133.
Al termine della missione STS-131, il modulo Leonardo è stato trasferito alla Space Station Processing Facility del Kennedy Space Center, dove è stato riconfigurato e modificato per diventare un modulo permanente della stazione spaziale e per rendere più facile la sua manutenzione. Tra le modifiche effettuate c'è stata l'alleggerimento di 80,8 kg ottenuta tramite la rimozione di alcuni equipaggiamenti, l'installazione di un nuovo isolamento multistrato e una protezione chiamata scudo di Whipple da micrometeoriti e detriti spaziali.

#### ExPRESS Logistics Carrier 4

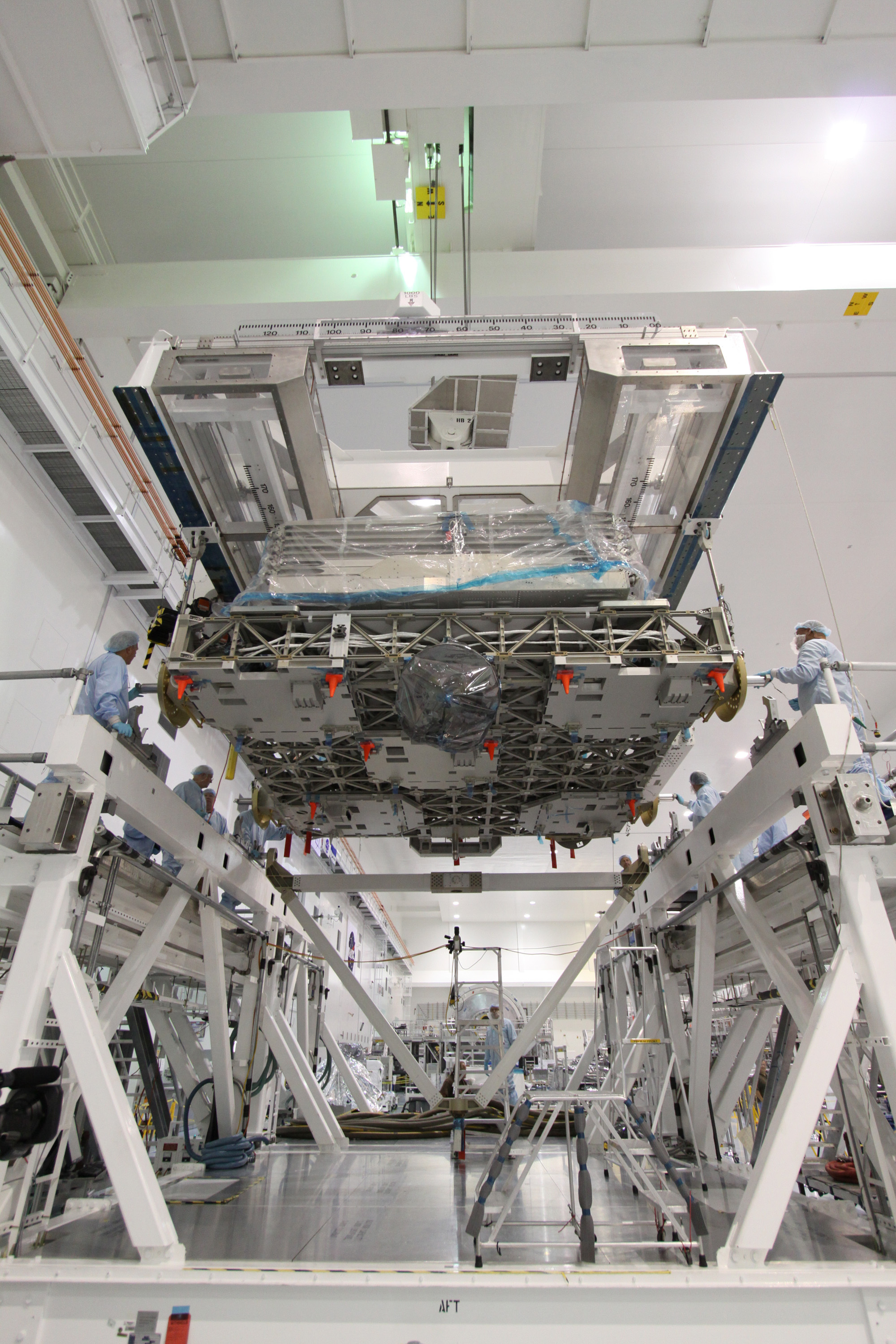
L'ExPRESS Logistics Carrier 4 nella Space Station Processing Facility

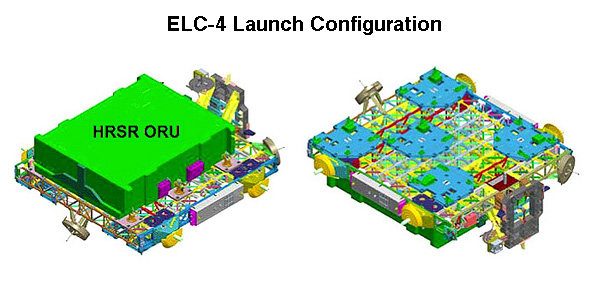
L'ExPRESS Logistics Carrier 4 nella configurazione di lancio

L'ExPRESS Logistic Carrier (ELC) è una piattaforma in acciaio progettata per supportare equipaggiamento da agganciare esternamente alla stazione spaziale. Nella missione STS-133, il Discovery ha trasportato la terza piattaforma che è stata agganciata al Passive Attachment System sul segmento S3. Le prime due, ELC-1 ed ELC-2 sono state portate sulla stazione dalla missione STS-129 e l'ultima, la ELC-3 è stata portata dalla missione STS-134. Il peso dell'ELC-4 è di circa 3 702 kg.
Sull'ECL-4 sono stati caricati diversi componenti di ricambio, chiamati Orbital Replacement Units (ORU), tra cui un radiatore Heat Rejection System Radiator di riserva.

#### Robonauta

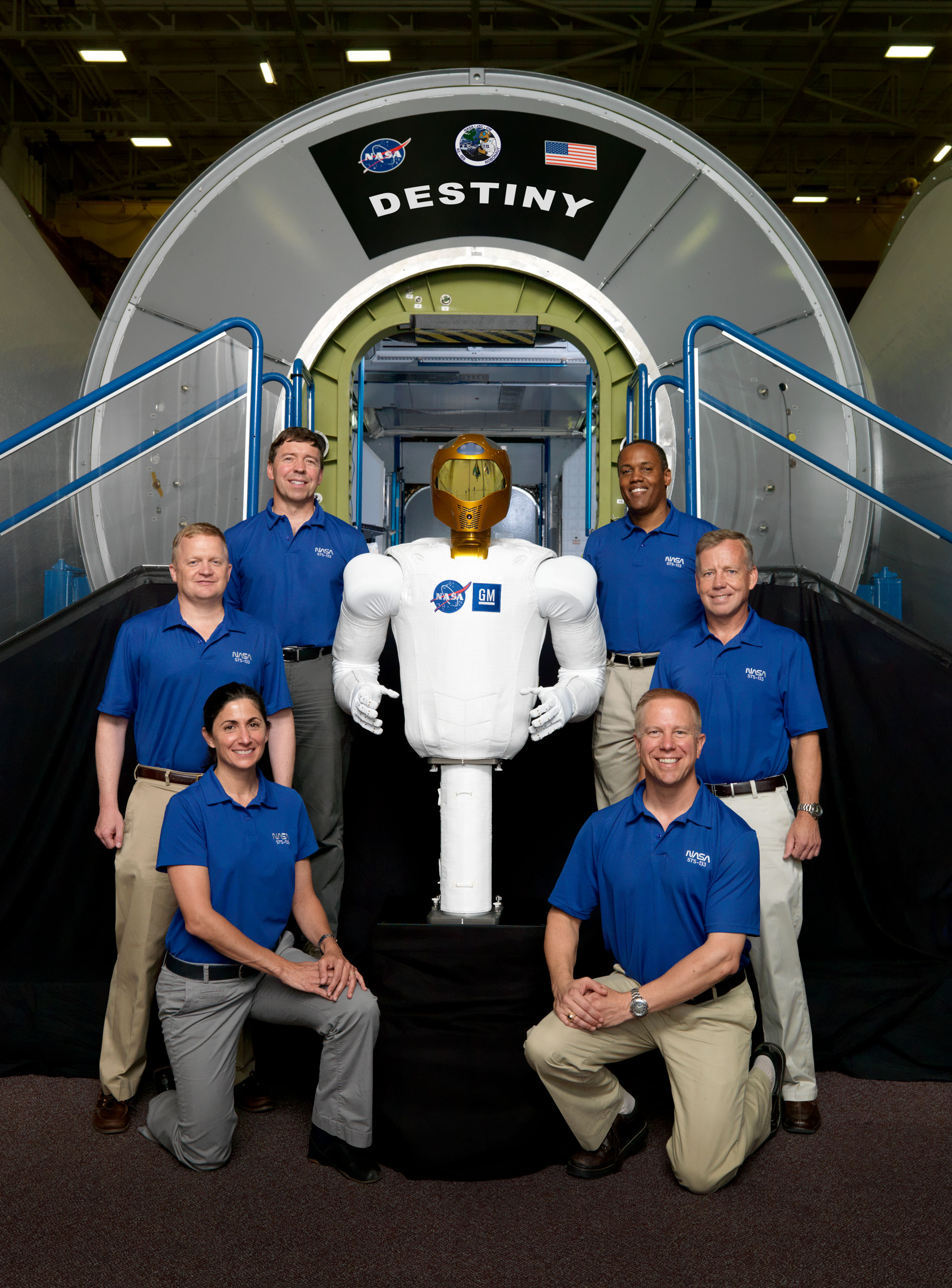
Il Robonaut 2 (R2) e l'equipaggio della missione STS-133

Il Discovery ha portato a bordo della stazione spaziale il robot umanoide Robonaut 2. Anche se il suo scopo iniziale è stato di mostrare agli ingegneri il comportamento di un robot in ambiente di microgravità, potrà attraverso aggiornamenti eventualmente assistere gli astronauti durante le passeggiate spaziali.
Dopo essere stato installato, Robonauta ha iniziato le sue operazioni all'interno del modulo Destiny.
Inizialmente era stato progettato come prototipo da utilizzare sulla Terra, e per il suo viaggio sulla stazione spaziale ha ricevuto diversi aggiornamenti. Ad esempio è stato cambiato il materiale di rivestimento del robot per adeguarsi agli stretti requisiti di anti-infiammabilità della stazione, è stato aggiunta una protezione per la compatibilità elettromagnetica, sono stati cambiati i processori con una loro versione più resistente alle radiazioni. Le ventole di raffreddamento originali sono state sostituite con ventole meno rumorose e il sistema di alimentazione elettrica è stato modificato per adattarsi al sistema elettrico della stazione spaziale.
Il Robonauta è stato anche sottoposto a severi test per accertarsi che il lancio sul Discovery non lo danneggi e che possa operare nell'ambiente spaziale.
Il robot pesa 140 kg e la sua struttura è di fibre di carbonio e alluminio, rivestita di nickel. L'altezza è di 3 piedi 3,7 pollici (100,8 cm) e la larghezza all'altezza delle spalle è di 2 piedi 7,4 pollici (79,8 cm). Il robot è equipaggiato con 54 servomotori e ha 42 gradi di libertà. Ha 38 processori di tipo PowerPC ed è alimentato da corrente continua a 120 V.

#### SpaceX DragonEye

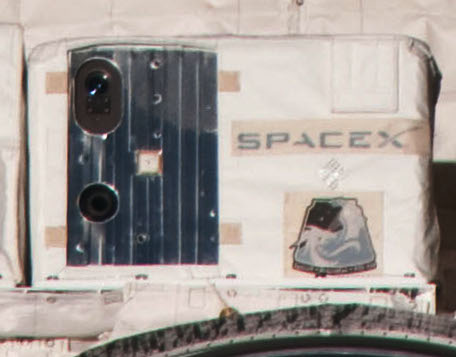
Il sensore DragonEye

Il Discovery è stato equipaggiato con un sensore chiamato DragonEye Developmental Test Objective (DTO), sviluppato dalla Advanced Scientific Concepts Inc.. Si tratta di un sensore LIDAR di navigazione che fornisce una immagine tridimensionale a partire dalla luce laser riflessa da un oggetto. Il sensore è infatti dotato di una griglia di 128 per 128 pixel che riceve la luce laser riflessa. Conoscendo la posizione del pixel e il tempo impiegato dalla luce riflessa dall'oggetto è possibile creare una mappa tridimensionale.
Il DragonEye DTO è stato installato sul sistema Trajectory Control Sensor (TCS) esistente del Discovery, che è installato sul sistema di attracco dello shuttle. Sia il TCS che il sensore DragonEye funzionano con un dispositivo retroriflettente installato sul Pressurized Mating Adapter 2, sul modulo Kibo.
Il sensore è stato testato durante questa missione per il suo futuro utilizzo sulla navetta Dragon di SpaceX.

### Pre-lancio
Il lancio, inizialmente previsto per il 1º novembre, è stato più volte rinviato: inizialmente la data era stata spostata al 2 e al 3 novembre, per delle perdite ai motori OMS. Il lancio è stato ancora rinviato fino al 5 novembre per dei problemi elettrici ai motori SSME. A 6 ore dal lancio, durante le normali procedure pre-lancio, è stata trovata una perdita di idrogeno al GUCP e il lancio è stato nuovamente rinviato. Nelle riparazioni, inoltre, si sono scoperte crepe nell'external tank, che hanno portato alla decisione di riportare il Discovery nel VAB.
Un'ulteriore preoccupazione si è verificata quando il membro ufficiale dell'equipaggio Timothy Lennart Kopra si è infortunato in un incidente in bicicletta. Per evitare ulteriori rinvii della missione la NASA ha quindi deciso di sostituirlo con Stephen Bowen.
Il 24 febbraio, alle ore 16:53, Discovery decolla da Cape Canaveral.

## Cronologia

### Giovedì 24 febbraio (1º giorno, decollo)

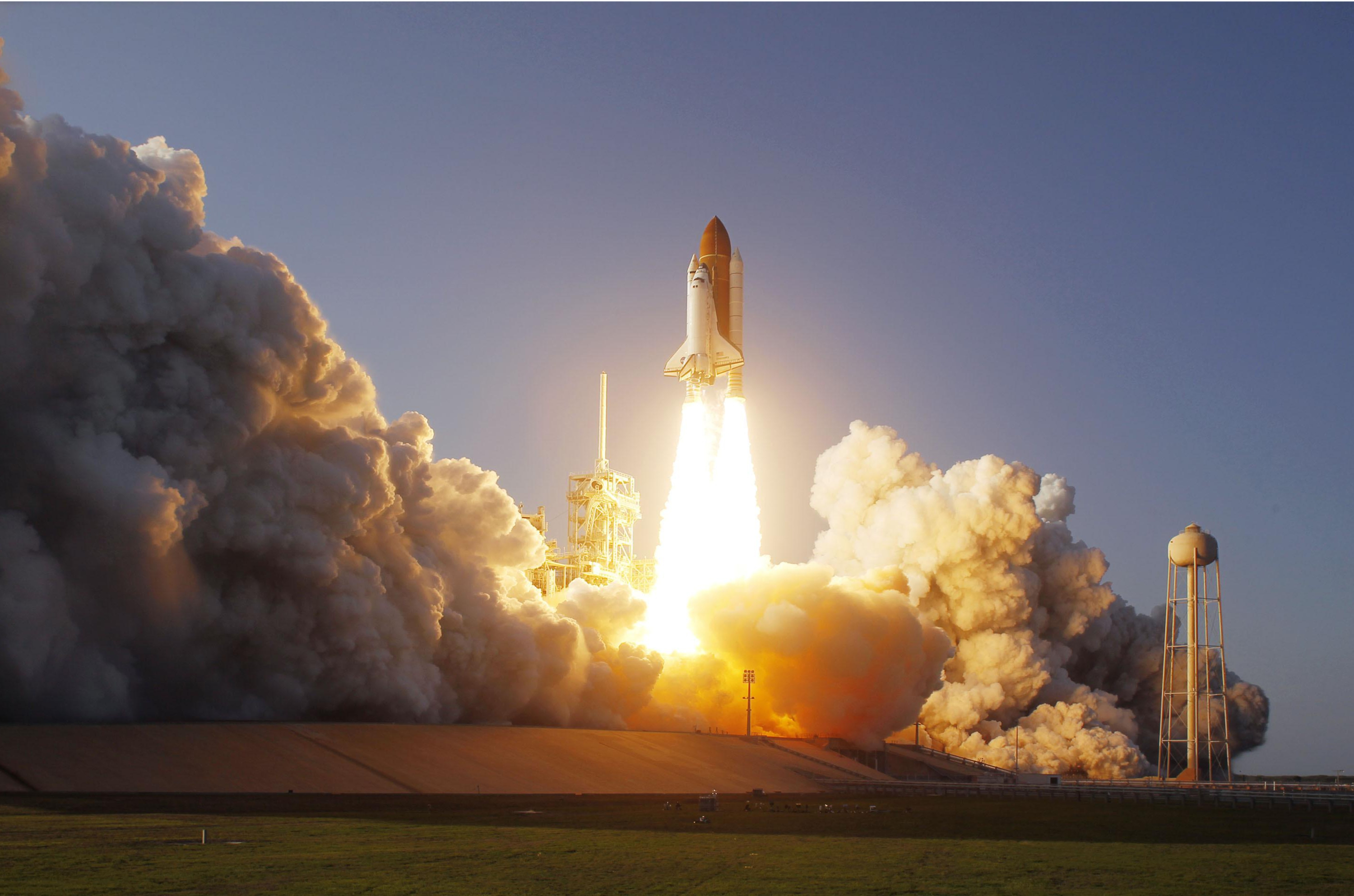
Discovery decolla per la missione STS-133.

Lo Space Shuttle Discovery è decollato con successo dal Kennedy Space Center rampa di lancio 39A alle 16:53:24 EST del 24 febbraio 2011. Il decollo è stato inizialmente fissato per 16:50:24 ma è stato ritardato di 3 minuti a causa di un difetto minore in un sistema informatico utilizzato dal Range Safety Officer (RSO). Una volta risolto il problema è stato autorizzato il lancio. Discovery ha impiegato 8 minuti e 34 secondi per raggiungere l'orbita. A circa quattro minuti di volo, un pezzo di schiuma è stato visto staccarsi dall'External Tank. Questo evento non è stato comunque giudicato pericoloso per il prosieguo del volo dal momento che è avvenuto dopo che la navetta aveva lasciato l'atmosfera terrestre. Durante l'ascesa del Discovery, i manager della NASA hanno anche riferito di aver visto altre tre pezzi di schiuma staccarsi dal serbatoio e che avrebbero potuto danneggiare seriamente lo shuttle. Gli ingegneri della NASA hanno spiegato che le perdite di schiuma si hanno a causa di una condizione chiamata "crio-pompaggio". Quando il serbatoio esterno viene caricato con idrogeno liquido, l'aria rimane intrappolata nella schiuma. Durante il viaggio verso l'orbita, come il livello di idrogeno nel serbatoio scende, si riscalda e l'aria liquefatta torna ad essere un gas. La pressione generata a causa del cambiamento di stato di idrogeno può provocare che parti di schiuma del serbatoio possano staccarsi.
Una volta in orbita, l'equipaggio della missione STS-133 ha aperto le porte stiva di carico e attivato l'antenna di banda Ku per le comunicazioni ad alta velocità con il controllo di missione. Mentre l'antenna era in corso di attivazione, Al Drew e il pilota Eric Boe hanno attivato il Remote Manipulator System (SRMS), noto anche come Canadarm. Più tardi nella giornata l'equipaggio ha inviato a terra le immagini riprese durante il lancio perché siano analizzate.

### Venerdì 25 febbraio (2º giorno)

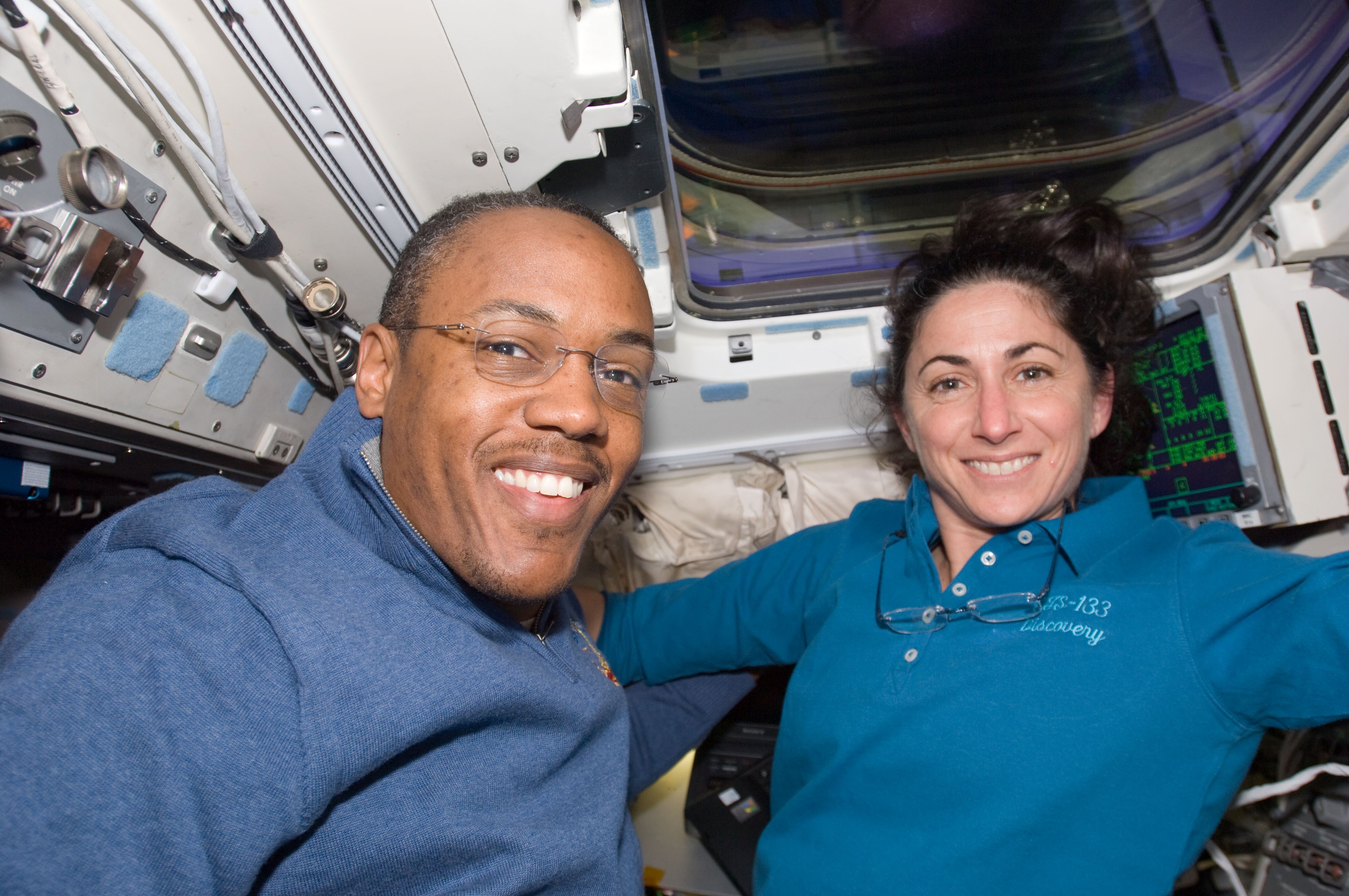
Nicole Stott e Al Drew.

Il secondo giorno ha visto l'equipaggio della navetta spaziale Discovery iniziare i preparativi di attracco con la Stazione spaziale internazionale (ISS). La giornata è iniziata con l'accensione dei motori Orbital Maneuvering System (OMS), accensione chiamata NC2 burn, per immettersi in una traiettoria adatta a raggiungere la ISS. Il comandante Steven Lindsey, il pilota Eric Boe e lo specialista di missione Al Drew hanno poi proseguito la giornata eseguendo un controllo dei pannelli con l'Orbiter Boom Sensor System (OBSS). Lindsey e Boe hanno poi iniziato l'ispezione sulla fascia destra e del resto della navetta. L'intera ispezione ha richiesto circa sei ore per essere completata. Nel corso della giornata, l'equipaggio ha inoltre verificato gli strumenti per il rendezvous al fine di garantire la loro operatività. Alla fine della giornata, è stata eseguita un'ulteriore accensione dei motori OMS, chiamata NC3 burn.

### Sabato 26 febbraio (3º giorno)

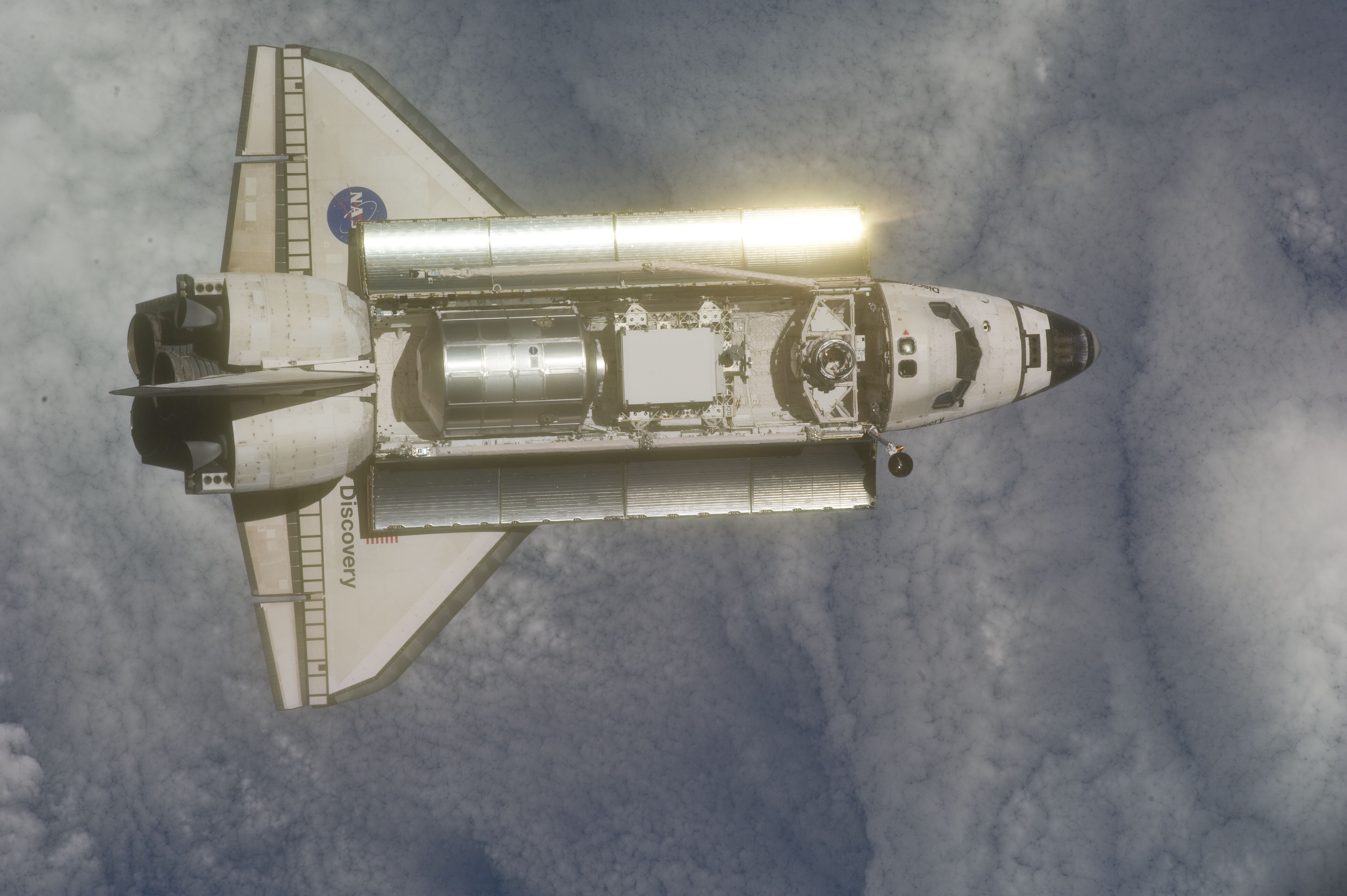
Discovery durante la manovra di rendez-vous e aggancio con la ISS.

Il terzo giorno di volo è stato dedicato all'aggancio del Discovery alla ISS: L'aggancio è avvenuto alle 19:14 UTC. La manovra è stata portata a termine con alcune difficoltà dovute al moto relativo tra i due corpi che hanno causato un ritardo di circa 40 minuti rispetto alle previsione. I portelli di comunicazione sono stati comunque aperti alle 21:16 UTC, e l'equipaggio di Expedition 26 ha potuto dare il benvenuto sulla stazione all'equipaggio della missione STS-133. Dopo la cerimonia di benvenuto e un briefing di sicurezza, gli astronauti hanno iniziato a trasferire l'Express Logistics Carrier 4 (ELC4). ELC4 è stato preso dalla stiva del Discovery dal Remote Manipulator System, pilotato da Nicole Stott e Michael Barratt.

### Domenica 27 febbraio (4º giorno)

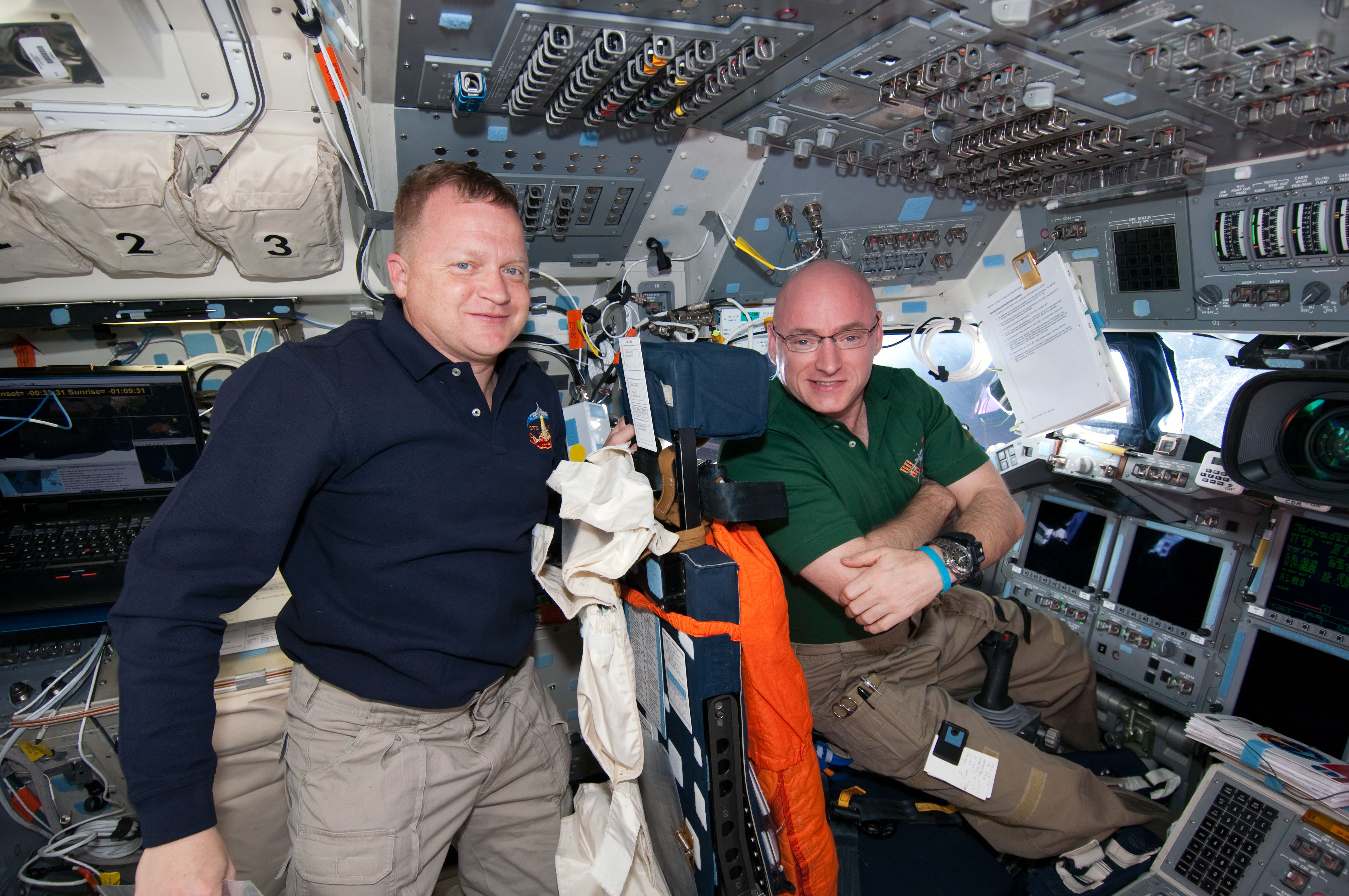
Eric Boe e Scott Kelly nel ponte di volo del Discovery.

Nel quarto giorno di volo, Nicole Stott e Michael Barratt hanno compiuto alcuni lavori con l'Orbiter Boom Sensor System usando il Canadarm2. Dopo aver eseguito questi lavori, l'equipaggio di STS 133 è stato raggiunto dal comandante della Expedition 26 Scott Kelly e dall'ingegnere di volo Paolo Nespoli per una serie di interviste. L'equipaggio ha anche avuto tempo per completare il trasferimento di alcuni materiali dallo Shuttle alla ISS. Sono state inoltre riviste le procedure per la passeggiata spaziale del giorno successivo. Dopo la revisione, Bowen e Drew hanno indossato le maschere di ossigeno e sono entrati nell'airlock dove hanno trascorso la notte ad una pressione di 10,2 psi. Questo viene fatto per aiutare l'espulsione di azoto dal loro sangue e per prevenire la malattia da decompressione.

### Lunedì 28 febbraio (5º giorno)
Dopo il risveglio alle 06:23 EST, sono cominciati subito i preparativi per l'EVA; alle 08:20 si è tenuta una conferenza tra l'equipaggio della stazione e il controllo missione e alle 10:46 è iniziata l'attività extra-veicolare. Durante l'EVA gli astronauti Bowen e Drew hanno installato un cavo di alimentazione tra dei moduli al fine di fornire una fonte di energia di emergenza, qualora risultasse necessario. Le attività con il braccio robotico SSRMS sono state ritardate a causa di un problema tecnico. Dopo un esperimento giapponese chiamato "Message in a Bottle", per raccogliere un campione di vuoto, l'EVA è terminata alle 05:20 PM EST, dopo 6 ore e 34 minuti.

### Martedì 1 marzo (6º giorno)

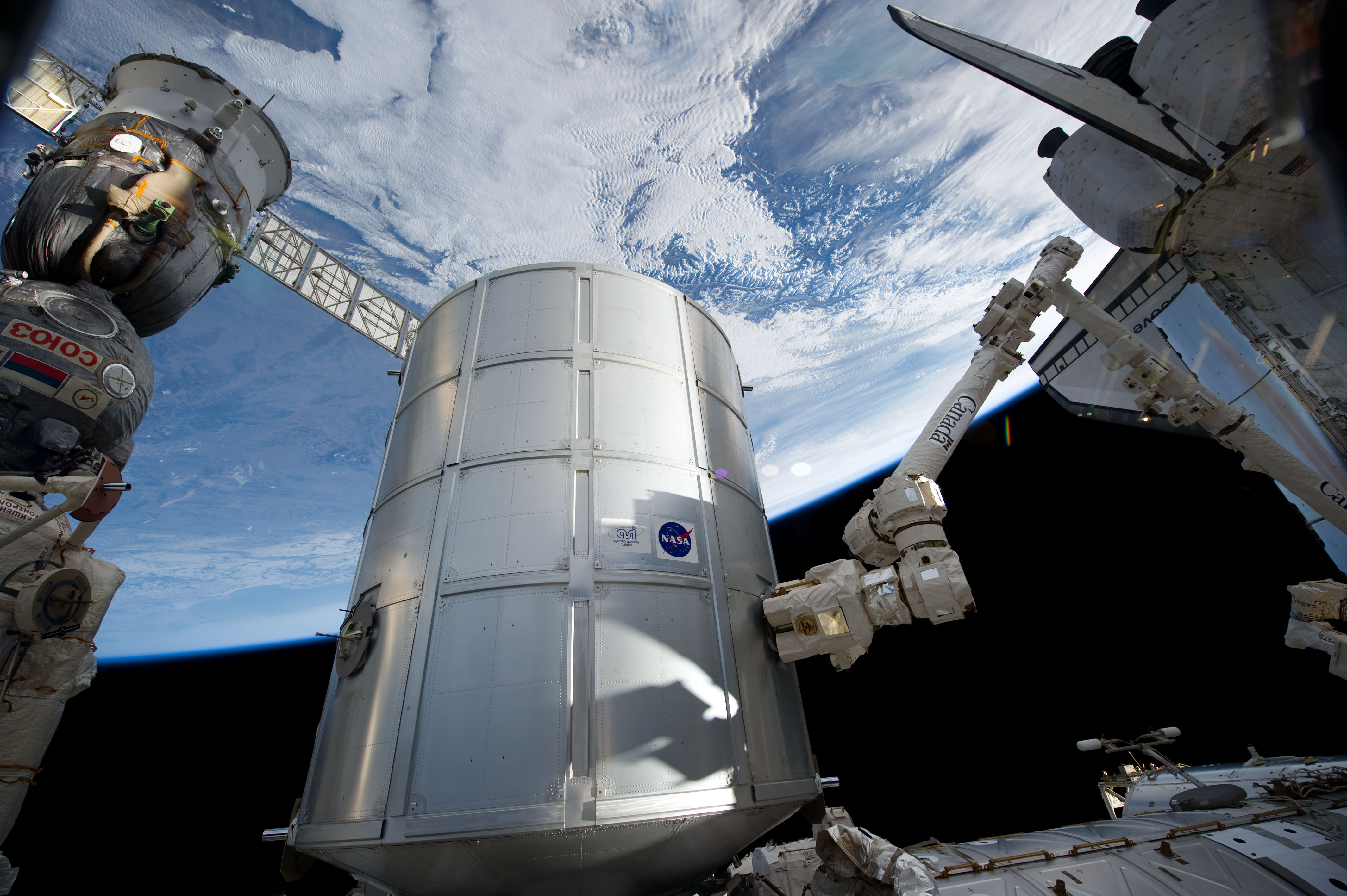
Agganciato al braccio robotico della stazione spaziale, il modulo Leonardo viene spostato dalla stiva di carico del Discovery al modulo Unity della stazione spaziale

L'attività principale della giornata è stata l'installazione del Permanent Multipurpose Module Leonardo. Il modulo è stato rimosso dalla stiva di carico del Discovery alle 07:26 CST tramite il braccio robotico della stazione spaziale, operato dagli specialisti di missione Mike Barratt e Nicole Stott, ed è stato installato alle 09:05 CST. Il modulo aggiunge 70,0 m³ di spazio sulla stazione, e include il robot umanoide Robonaut 2.
Barratt, Stott, il comandante dello shuttle Steve Lindsey e il comandante della stazione Scott Kelly hanno partecipato a interviste con i giornalisti. Gli altri astronauti hanno continuato il trasferimento di equipaggiamento e materiali dallo shuttle alla stazione.
Tutto l'equipaggio ha ripassato le procedure per la passeggiata spaziale prevista per il giorno successivo, e gli specialisti di missione Steve Bown e Al Drew hanno effettuato i preparativi come la configurazione degli strumenti. Successivamente, hanno trascorso la notte nel Joint Airlock, che è stato pressurizzato ad una pressione inferiore (10,2 psi invece della normale pressione di 14,7 psi) per abituare il corpo umano alle tute spaziali ed evitare la malattia da decompressione.
Gli astronauti sono stati informati che la missione è stata allungata di un giorno, che è stato impiegato per l'allestimento del modulo Leonardo

### Mercoledì 2 marzo (7º giorno)
Gli astronauti Steve Bowen e Alvin Drew hanno effettuato la seconda passeggiata spaziale della missione.
Nel frattempo sono continuati i trasferimenti di equipaggiamento e materiali dal Discovery alla stazione spaziale e lo stivaggio dei rifiuti sulla navetta H-II Transfer Vehicle.
L'attività extraveicolare è coordinata dalla specialista di missione Nicole Stott, mentre lo specialista Mike Barratt e il comandante della stazione Scott Kelly hanno manovrato il braccio robotico della stazione spaziale.
Drew ha proceduto a svuotare l'ammoniaca dalla pompa che era stata sostituita nella precedente attività extraveicolare.
Bowen ha rimosso un Lightweight Adapter Plate Assembly, un dispositivo utilizzato per agganciare esperimenti scientifici all'esterno del laboratorio Columbus e lo ha portato nella stiva di carico del Discovery per essere riportato a Terra. Successivamente ha effettuato manutenzione allo Special Purpose Dexterous Manipulator. Drew ha riparato un dispositivo di aggancio.

### Giovedì 3 marzo (8º giorno)
Nella prima parte della giornata sono continuati i trasferimenti di equipaggiamento e materiali dal Discovery alla stazione spaziale. L'equipaggio ha partecipato a due interviste con giornalisti di varie emittenti radiotelevisive.
Il comandante della stazione Scott Kelly e l'ingegnere di volo Cady Coleman hanno effettuato manutenzione su un dispositivo per rimuovere l'anidride carbonica dall'aria (Carbon Dioxide Removal Assembly).
Gli equipaggi hanno ricevuto una telefonata dal Presidente degli Stati Uniti Barack Obama, che si è complimentato con l'equipaggio. "Siete un grande esempio, con la vostra dedizione, il vostro coraggio e il vostro impegno nell'esplorazione. Colonnello Lindsey, deve essere un grande onore essere l'ultimo comandante del Discovery" ha commentato Obama. "A nome dell'equipaggio, è un vero privilegio far volare il Discovery nella sua ultima missione. Pensiamo che, quando atterreremo, il Discovery avrà volato nello spazio per 365 giorni" ha riposto il comandante Steve Lindsey.
I responsabili di missione hanno deciso di estendere la missione di un ulteriore giorno, per fornire all'equipaggio dello shuttle più tempo per allestire il modulo Leonardo.
Nel resto della giornata, Linsdey e il pilota Eric Boe hanno attivato il propulsori di manovra dello Shuttle per aumentare l'orbita della stazione spaziale di circa 1 miglio (1,6 km).

### Venerdì 4 marzo (9º giorno)

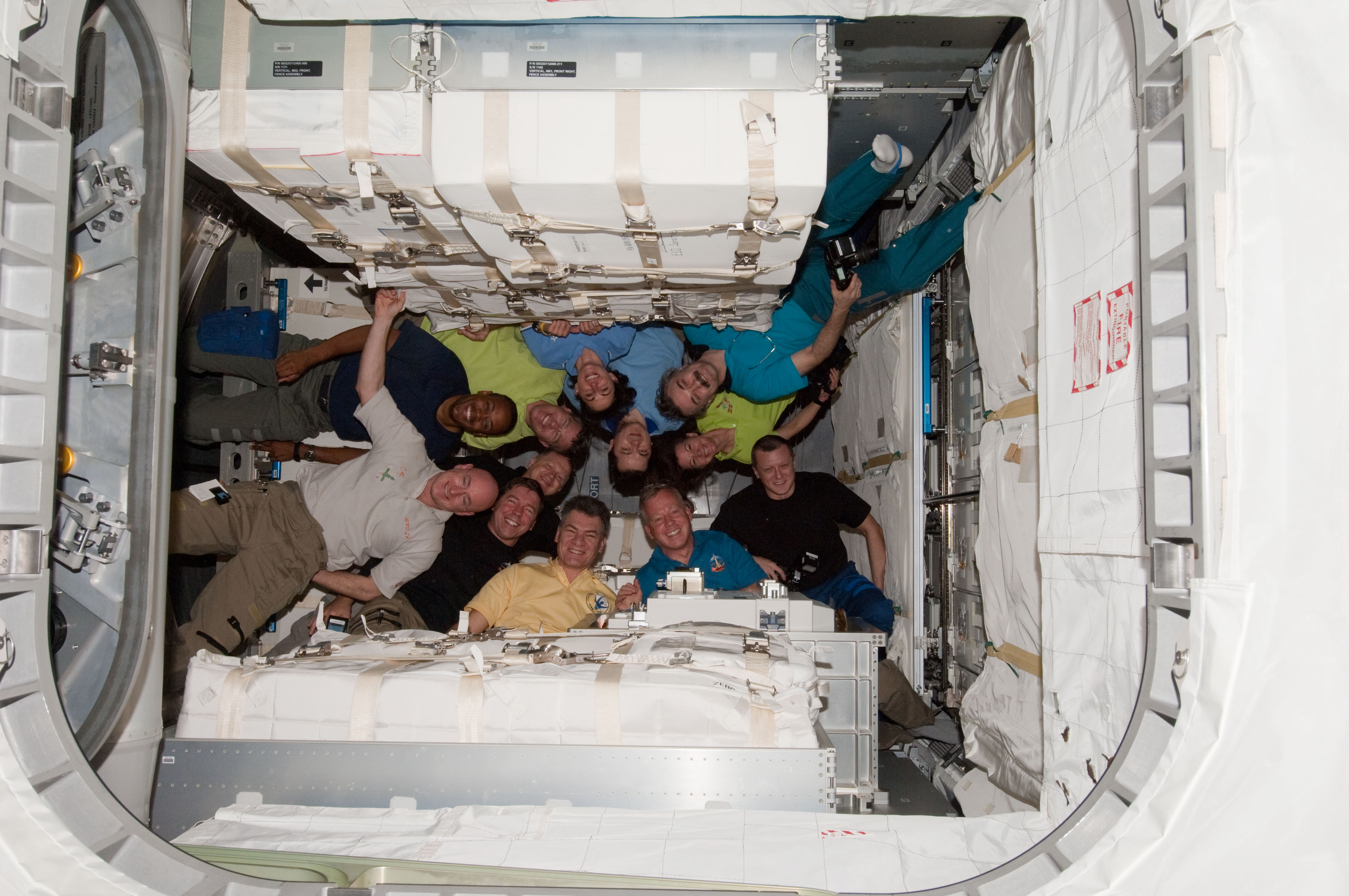
Gli equipaggi della stazione spaziale e del Discovery posano assieme all'interno del modulo Leonardo

Il nono giorno di missione è il primo dei due giorni aggiuntivi della missione, e la maggior parte dell'equipaggio dello shuttle è stato impegnato con attività relative al modulo Leonardo, trasferendo equipaggiamento e materiali dal nuovo modulo alla stazione e allestendo il suo interno.
Il comandante del Discovery Steve Lindsey, il pilota Eric Boe, gli specialisti di missione Alvin Drew, Steve Bowen, Nicole Stott e Michael Barratt assieme ai loro colleghi della Expedition 26 Kelly, Oleg Skripochka, Alexander Kaleri, Dmitry Kondratyev, Paolo Nespoli e Coleman hanno partecipato ad una conferenza stampa congiunta.
Durante il pomeriggio, Bowen e Drew hanno stivato gli strumenti impiegati durante le passeggiate spaziali.

### Sabato 5 marzo (10º giorno)
Il decimo giorno di missione è il secondo dei due giorni aggiuntivi della missione. Gli astronauti hanno completato i trasferimenti di equipaggiamento e materiali.
L'ingegnere di volo Paolo Nespoli e lo specialista di missione Michael Barratt hanno riparato il dispositivo che rimuove l'anidride carbonica dall'aria, chiamato Carbon Dioxide Removal Assembly, mentre il comandante Scott Kelly ha installato un nuovo filtro su un dispositivo di generazione dell'ossigeno chiamato Oxigen Generation Assembly.

### Domenica 6 marzo (11º giorno)
Il comandante Lindsey assieme a Boe, Stott e Barratt hanno terminato di trasferire gli ultimi equipaggiamenti da riportare a Terra a bordo del Discovery. Successivamente Bowen e Barratt hanno effettuato dei controlli su alcuni dei sistemi e degli strumenti che saranno impiegati durante la fase di sgancio dalla stazione spaziale, prevista per il giorno successivo.
Durante gli otto giorni, l'equipaggio del Discovery ha aiutato ad installare il modulo Leonardo con 6 500 libbre (2 900 kg) di equipaggiamento per la stazione spaziale, ad installare sull'esterno della stazione l'ExPRESS Logistic Rack 4 e portato ulteriori 2 000 libbre (910 kg) di equipaggiamento trasportato sul ponte intermedio dello shuttle. Tra gli ultimi equipaggiamenti trasportati ci sono le tute spaziali impiegate da Drew e Bowen.
La consueta cerimonia di commiato si è tenuta alle 14:33 CST, e successivamente è stato chiuso il portello tra lo shuttle e la stazione spaziale.

### Lunedì 7 marzo (12º giorno)

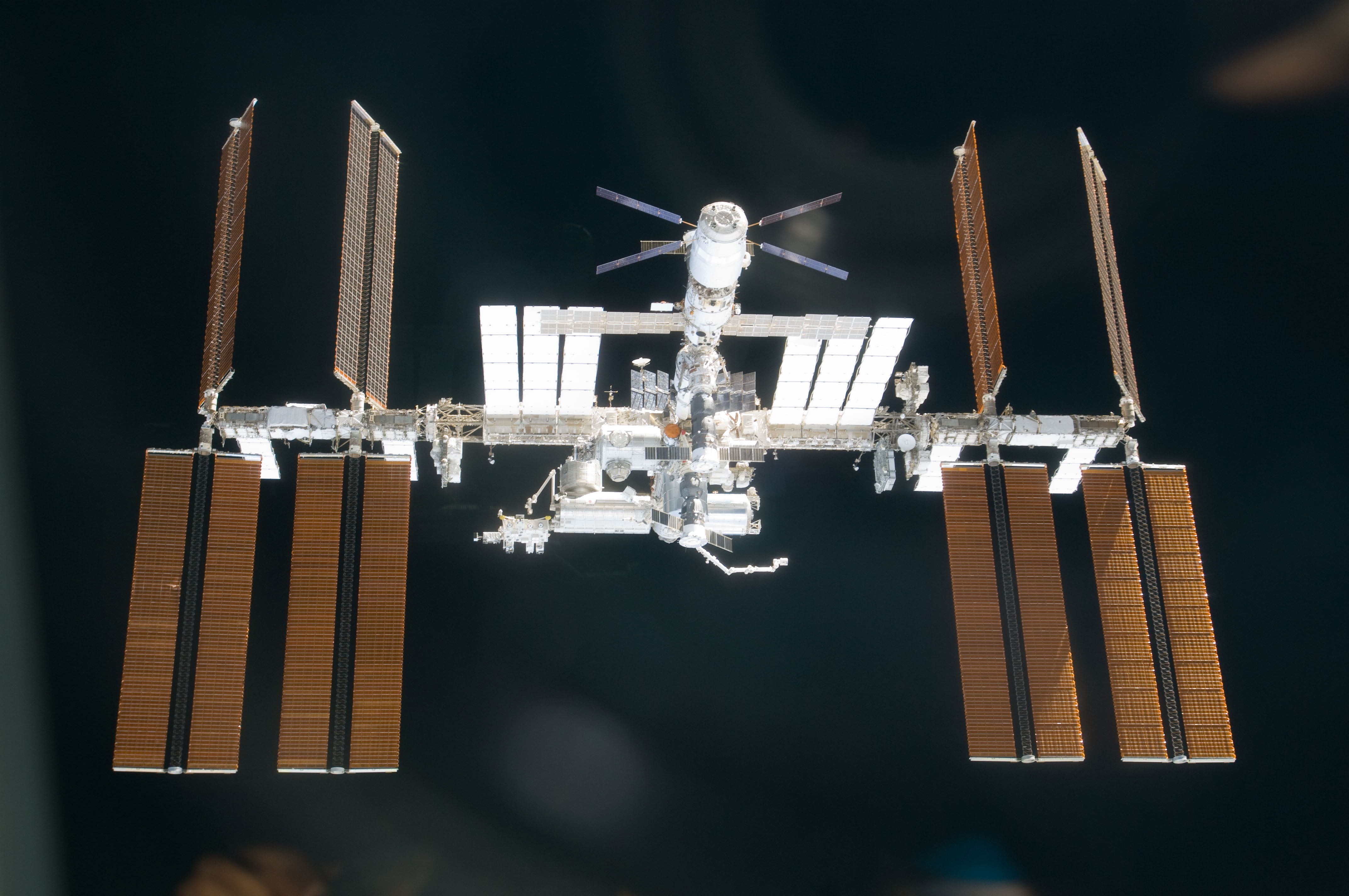
La stazione spaziale fotografata dall'equipaggio del Discovery dopo il distacco

L'equipaggio si è svegliato con la colonna sonora di Star Trek, introdotta da una frase recitata dall'attore William Shatner: "Spazio, ultima frontiera. Questi sono stati i viaggi dello Space Shuttle Discovery. La sua missione trentennale è cercare nuove scoperte scientifiche, costruire avamposti, unire le nazioni nell'ultima frontiera. Per andare coraggiosamente, e fare quello che nessuna astronave ha mai fatto prima".
Alle 06:00 CST il Discovery si è sganciato dalla stazione spaziale. Il pilota Eric Boe ha effettuato un giro attorno alla stazione per permettere all'equipaggio di scattare foto alla stazione spaziale. Successivamente è stata effettuata la manovra di allontanamento della stazione.
Nel resto della giornata, Lindsey, Boe e Drew hanno effettuato l'ispezione dello scudo termico attraverso il braccio robotico dello shuttle e l'Orbiter Boom Sensor System. Le immagini sono state inviate a Terra per ulteriori analisi e assicurarsi che lo scudo termico dell'orbiter non sia stato danneggiato durante il periodo di attracco alla stazione.

### Martedì 8 marzo (13º giorno)
L'equipaggio ha trascorso la maggior parte della giornata preparandosi per il rientro: il comandante Lindsey, il pilota Boe e lo specialista di missione Stott hanno effettuato i test del Flight Control System e dei propulsori di manovra dello shuttle.
Successivamente il comandante e il pilota hanno condotto l'esperimento Ram Burn Observations (RAMBO). 
Dopo pranzo, l'equipaggio ha partecipato a interviste con giornalisti di varie emittenti radiotelevisive.

### Mercoledi 9 marzo (14º giorno, atterraggio)

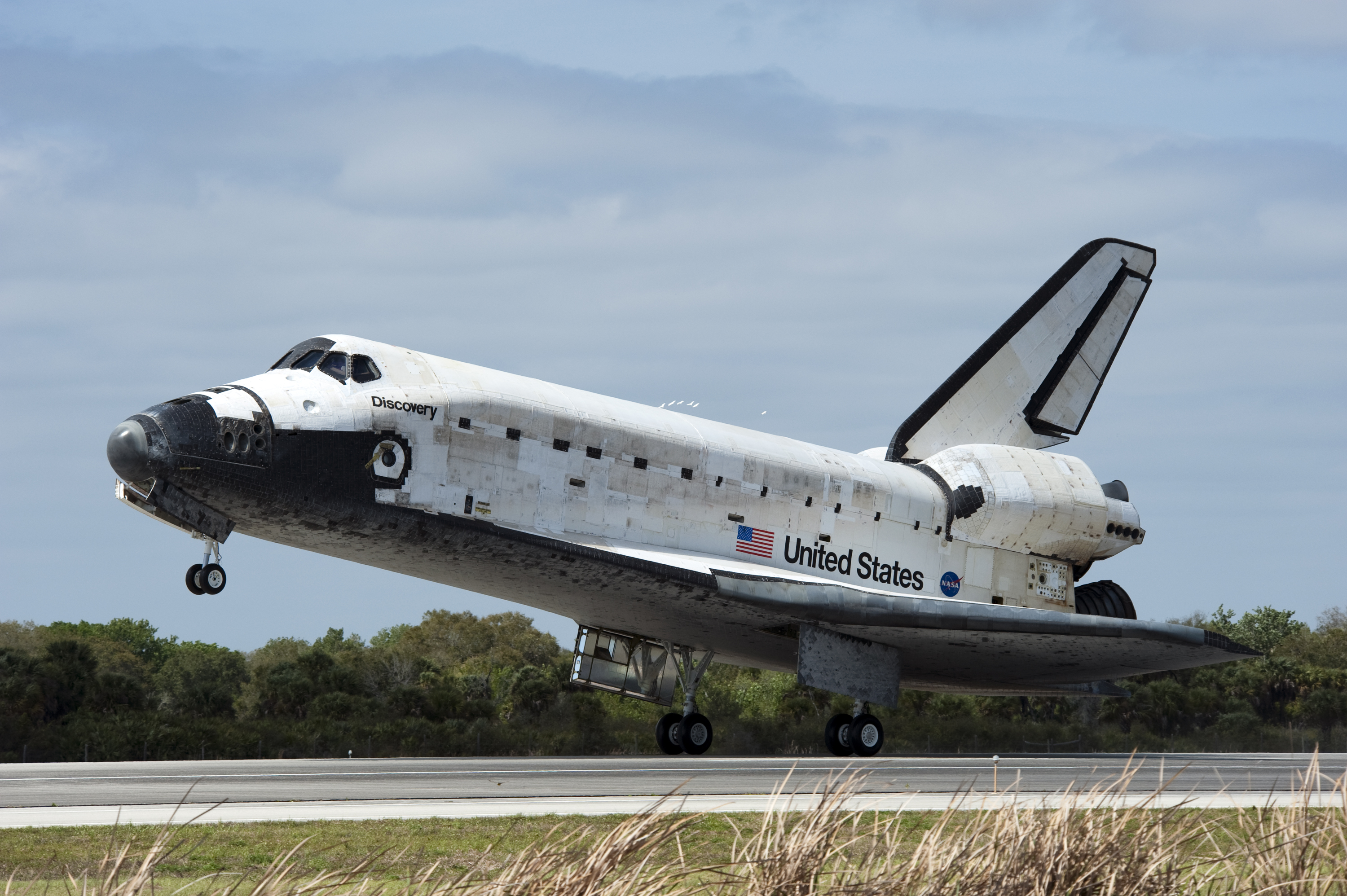
Il Discovery atterra al Kennedy Space Center

L'equipaggio ha iniziato i preparativi per uscire dall'orbita alle 05:53 CST, e alle 07:12 sono stati chiusi i portelloni della stiva di carico. Alle 08:52 l'equipaggio ha terminato di indossare le tute impiegate durante il lancio e il rientro.
Alle 9:42 è stato fornito il via libera dal controllo missione per l'uscita dall'orbita e l'accensione dei propulsori è avvenuta 10 minuti più tardi.
Il Discovery ha toccato terra alle 10:57 CST sulla pista 15 della Shuttle Landing Facility del Kennedy Space Center.
Con questa ultima missione, il Discovery ha orbitato attorno alla terra 5380 volte, percorrendo un totale di 238 539 663 km.

### Attività extraveicolari
|       | Astronauta               | Inizio                 | Fine                   | Durata          | Missione |
| ----- | ------------------------ | ---------------------- | ---------------------- | --------------- | --- |
| EVA 1 | Stephen Bowen Alvin Drew | 28 febbraio 2011 15:46 | 28 febbraio 2011 22:20 | 6 ore 34 minuti | Drew e Bowen hanno installato una estensione della linea elettrica tra il modulo UNity e il modulo Tranquility. Successivamente hanno spostato una pompa per l'ammoniaca malfunzionante nella External Stowage Platform 2. Successivamente hanno effettuato attività di manutenzione per il sistema che sposta il braccio robotico della stazione lungo la struttura della stessa. |
| EVA 2 | Stephen Bowen Alvin Drew | 2 marzo 15:42          | 2 marzo 21:56          | 6 ore 14 minuti | Drew ha rimosso l'isolamento termico da una piattaforma, mentre Bowen ha rimosso un dispositivo di aggancio dal modulo Columbus. Successivamente è stata installata una camera sul braccio robotico Dextre. |

## Risveglio
Come tradizione per tutti i voli NASA a partire dal programma Gemini, per ogni giorno di missione, l'equipaggio della STS-133 ha ascoltato un particolare brano musicale scelto da un astronauta, che per lui ha un particolare significato.
- Giorno 2: Through Heaven's Eyes di Brian Stokes Mitchell, per Michael R. Barratt. WAV, MP3
- Giorno 3: Woody's Roundup dei Riders in the Sky, per Alvin Drew. MP3
- Giorno 4: Java Jive dei The Manhattan Transfer, per Steven Lindsey. WAV, MP3
- Giorno 5: Oh What a Beautiful Morning di Davy Knowles & Back Door Slam, per Nicole Stott. WAV, MP3
- Giorno 6: Happy Together dei The Turtles, per Stephen Bowen. WAV, MP3
- Giorno 7: The Speed of Sound dei Coldplay, per Eric Boe. WAV, MP3
- Giorno 8: City of Blinding Lights degli U2, per tutto l'equipaggio. WAV, MP3
- Giorno 9: The Ritual/Ancient Battle/2nd Kroykah composto da Gerald Fried, per tutto l'equipaggio. WAV, MP3
- Giorno 10: Ohio (Come Back to Texas) dei Bowling for Soup, per tutto l'equipaggio. WAV, MP3
- Giorno 11: Spaceship Superstar dei Prism, per tutto l'equipaggio. WAV, MP3
- Giorno 12: Colonna sonora di Star Trek composto da Alexander Courage, per tutto l'equipaggio. WAV, MP3
- Giorno 13: Blue Sky dei Big Head Todd and the Monsters, per tutto l'equipaggio. WAV, MP3
- Giorno 14: Coming Home di Gwyneth Paltrow, per tutto l'equipaggio. WAV, MP3